# Mildred Davis
Mildred Hillary Davis Lloyd (22 de febrero de 1901 – 18 de agosto de 1969) fue una actriz estadounidense, conocida por su actuación en numerosos clásicos mudos de su futuro marido, el comediante Harold Lloyd.

## Biografía
Nacida en Filadelfia, Pensilvania, estudió en la "Friends School" de esa ciudad. Tras varios años de formación, viajó a Los Ángeles, California, con la esperanza de poder actuar en el cine. Tras hacer varios pequeños papeles, el productor Hal Roach se fijó en ella, dándole la oportunidad de trabajar con el cómico Harold Lloyd, que estaba buscando una actriz para reemplazar a Bebe Daniels para los primeros papeles femeninos. Así, Davis pudo actuar en el corto cómico From Hand to Mouth en 1919, siendo la primera de las quince cintas en las que trabajaron juntos.
El 10 de febrero de 1923 Davis se casó con Harold Lloyd. Tras la boda, Lloyd anunció que Davis no volvería a actuar en el cine. Sin embargo, tras mucha persuasión por parte de ella, Lloyd aceptó que volviera a la pantalla, actuando en Too Many Crooks, film de la compañía productora de Lloyd.
Su hermano era el actor Jack Davis, uno de los intérpretes de la serie de cortos de La Pandilla, y más adelante un médico de Beverly Hills. Mildred Davis y Harold Lloyd tuvieron tres hijos, entre ellos Gloria Lloyd y Harold Lloyd Jr. El matrimonio permaneció muy unido a lo largo de toda su vida, y ella tuvo estrecha amistad con las actrices Marion Davies y Colleen Moore y con el ayudante de Lloyd, Roy Brooks, que vivió en la propiedad de la pareja, Greenacres, durante más de cuarenta años.  
Mildred Davis falleció en Santa Mónica (California) en 1969 a causa de un infarto agudo de miocardio ocurrido tras haber sufrido una serie de ictus. Fue enterrada en el Cementerio Forest Lawn Memorial Park de Glendale (California).

## Filmografía
| Año  | Título                    | Papel                  |
| ---- | ------------------------- | ---------------------- |
| 1916 | Marriage à la Carte       |                        |
| 1917 | What'll We Do with Uncle? |                        |
| 1917 | Fighting Mad              | Lily Sawyer            |
| 1918 | Bud's Recruit             | Hermana de Edith       |
| 1918 | A Weaver of Dreams        | Margery Gordon         |
| 1919 | All Wrong                 | Betty Thompson         |
| 1919 | Start Something           |                        |
| 1919 | All at Sea                |                        |
| 1919 | Call for Mr. Caveman      |                        |
| 1919 | Giving the Bride Away     |                        |
| 1919 | Looking for Trouble       |                        |
| 1919 | Tough Luck                |                        |
| 1919 | From Hand to Mouth        | La chica               |
| 1920 | Red Hot Hottentotts       |                        |
| 1920 | Why Go Home?              |                        |
| 1920 | The Floor Below           |                        |
| 1920 | His Royal Slyness         | Princesa Florelle      |
| 1920 | Getting His Goat          |                        |
| 1920 | Haunted Spooks            | La chica               |
| 1920 | An Eastern Westerner      | La chica               |
| 1920 | High and Dizzy            | La chica               |
| 1920 | Get Out and Get Under     | La chica               |
| 1920 | Number, Please?           | La chica               |
| 1921 | Humor Risk                |                        |
| 1921 | Now or Never              | La chica               |
| 1921 | Among Those Present       | Miss O'Brien, la chica |
| 1921 | I Do                      | Esposa                 |
| 1921 | Never Weaken              | La chica               |
| 1921 | Marinero de agua dulce    | La chica               |
| 1922 | Grandma's Boy             | Su chica               |
| 1922 | Dr. Jack                  | La chica enferma       |
| 1923 | Safety Last!              | La chica               |
| 1923 | Temporary Marriage        | Hazel Manners          |
| 1923 | Condemned                 | La chica               |
| 1927 | Too Many Crooks           | Ceia Mason             |
| 1949 | The Devil's Sleep         | Tessie T. Tesse        |